# Akuczi
Akuczi (Myoprocta) – rodzaj ssaków z rodziny agutiowatych (Dasyproctidae).

## Rozmieszczenie geograficzne
Rodzaj obejmuje gatunki występujące w północnej Ameryce Południowej (Kolumbia, Wenezuela, Gujana, Surinam, Gujana Francuska, Brazylia, Ekwador, Peru).

## Morfologia
Długość ciała (bez ogona) 398–390 mm, długość ogona 40–78 mm, długość ucha 25–40 mm, długość tylnej stopy 74–104 mm; masa ciała 0,8–1,4 kg.

## Systematyka
Rodzaj zdefiniował w 1903 roku angielski zoolog Oldfield Thomas w artykule „Notatki o małpach, nietoperzach, drapieżnikach i gryzoniach Ameryki Południowej, z opisami nowych gatunków”, opublikowanym w czasopiśmie The Annals and magazine of natural history. Gatunkiem typowym jest (oznaczenie monotypowe) akuczi rudy (M. acouchy). 

### Etymologia
Myoprocta: gr. μυς mus, μυος muos ‘mysz’; rodzaj Dasyprocta Illiger, 1811 (aguti).

### Podział systematyczny
Do rodzaju należą następujące gatunki:
| Grafika | Gatunek           | Autor i rok opisu | Nazwa zwyczajowa | Podgatunki         | Rozmieszczenie geograficzne | Podstawowe wymiary                       | Status IUCN |
| ------- | ----------------- | ----------------- | ---------------- | ------------------ | --- | ---------------------------------------- | ----------- |
|         | Myoprocta acouchy | (Erxleben, 1777)  | akuczi rudy      | gatunek monotypowy | region Gujana, północna Brazylia (na wschód od rzeki Branco, na północ od rzeki Amazonka); zgłaszany na południe od rzeki Amazonka | DC: 33–39 cm DO: 5,1–7,8 cm MC: 1–1,4 kg | LC          |
|         | Myoprocta pratti  | Pocock, 1913      | akuczi zielony   | gatunek monotypowy | od Andów na wschód do dolnego biegu rzekiNegro i dalej do rzeki Madeira (południowo-wschodnia Kolumbia, południowa Wenezuela, zachodnia Brazylia, wschodni Ekwador, wschodnie Peru i północna Boliwia); zakres wysokości: 50–1200 m n.p.m. | DC: 30–38 cm DO: 4–5,8 cm MC: 0,8–1,2 kg | LC          |

Kategorie IUCN:  LC  – gatunek najmniejszej troski.